# مشاركة الكويت في حرب أكتوبر

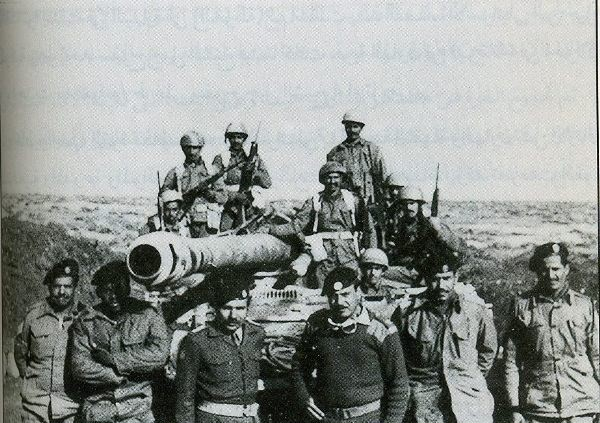
قوة الجهراء المجحفلة في الجولان

مشاركة الكويت في حرب أكتوبر هي مشاركة عسكرية واقتصادية قامت بها دولة الكويت خلال حرب أكتوبر 1973، شاركت الكويت بارسال قواتها على الجبهتين المصرية والسورية فضلا عن مشاركتها في حظر تصدير البترول للدول الغربية الداعمة لإسرائيل.

## الجبهة المصرية

### القوة البرية
تواجدت قبل الحرب كتيبة مشاة كويتية هي كتيبة المشاة الخامسة أحدى وحدات  لواء اليوموك الذي قدم إلى مصر بعد حرب 1967، وتناوبت وحدات اللواء في البقاء في مصر على الضفة الغربية للقناة طوال سنوات حرب الاستنزاف، كان لواء اليوموك يمثل آنذاك ثلث الجيش الكويت على اعتبار أن اجمالي والوحدات البرية للقوات المسلحة الكويتية كانت تتألف من ثلاثة ألوية عسكرية أرسلت الكويت ثلثها لمصر.
حينما اندلعت حرب اكتوبر كانت الكتيبة الخامسة قد ألحقت باللواء السادس عشر المصري والذي كان بدوره ضمن الفرقة السادسة عشر، وكانت مركز الكتيبة في منطقة الفايد على الضفة الشرقية لقناة السويس.

### القوة الجوية
قررت القيادة المصرية في عام 1973 شن حرب علي اسرائيل التي تحتل شبه جزيرة سيناء وقطاع غزة منذ عام 1967، وتأخر قرار الحرب لسنوات بسبب خطة الجيش المصري لتعويض خسائره في المعدات العسكرية منذ النكسة عام 1967 ، لم تطلع القيادة المصرية أحدا من الدول العربية سوى شريكتها سوريا بهدف تحقيق عنصر المباغتة العسكرية، في 6 أكتوبر 1973 شنت مصر هجومها على سيناء، فقررت الحكومة الكويتية آنذاك إرسال قوة حربية إلى الجبهة المصرية آسوة بما أرسلته إلى الجبهة السورية (قوة الجهراء). وتقرر إرسال عدد من طائرات الهوكر هنتر وإجمالي ما تملكه الكويت من طائرات الهوكر هنتر هو 8 طائرات أرسل منها إلى مصر 5 طائرات إضافة إلى طائرتي نقل من طراز سي-130 هيركوليز تحمل الذخيرة وقطع الغيار. وصلت الطائرات إلى مصر في مساء يوم 23 أكتوبر ونزلت في قاعدة قويسنا التي كانت أنوارها مطفأة لظروف الحرب وحال وصول الطائرات الكويتية أضيء المدرج لثوان محددة لنزول الطائرات.
في الصباح قابل آمر السرب الكويتي آمر القاعدة الجوية وقد تلقى منه خرائط وهداف لضرب المواقع الإسرائيلية إلا أن آمر السرب أعترض على تنفيذ المهمة حيث قال أنه يجب أولا التعرف على طبيعة الأرض والمرتفعات حول القاعدة. أقام السرب 30 يوما في القاعدة ثم نقل إلى قاعدة كوم اوشيم ثم لقاعدة حلوان الجوية والتي قضى فيها مدة 7 أشهر تدرب خلالها على ضرب الأهداف والقتال الجوي. عاد السرب إلى الكويت في منتصف عام 1974.

## الجبهة السورية
شكل الجيش الكويتي قوة بحجم لواء مجحفل في 15 أكتوبر 1973 أطلق عليها اسم قوة الجهراء وكلفت بالذهاب إلى سورية وذلك خلال حرب أكتوبر حيث كان للكويت قوة عسكرية تتوجد في مصر فقررت أرسال قوات إلى سورية، غادرت طلائع القوات الكويتية في 15 أكتوبر جوا فيما غادرت القوة الرئيسية عن طريق البر في 20 أكتوبر[1] وتكاملت القوات في سوريا خلال 15 يوم[4] في سورية كلفت القوة بحماية دمشق واحتلت مواقعها بالقرب من السيدة زينب ثم ألحقت بعدها بالفرقة الثالثة في القطاع الشمالي في هضبة الجولان وظلت القوة في الأراضي السورية حتى 25 سبتمبر 1974